# Miksztal
Miksztal – wieś w Polsce położona w województwie łódzkim, w powiecie kutnowskim, w gminie Nowe Ostrowy.
Dawniej istniała gmina Mikstal. W latach 1975–1998 miejscowość administracyjnie należała do województwa płockiego.